# Someone like Me
Someone like Me è un documentario del cantautore britannico Elton John, commercializzato in DVD nel 2007.
Cita una famosa frase di Sir Elton: "The greatest thing about Rock and Roll is that someone like me can be a star" ("L'aspetto migliore del rock and roll è che anche qualcuno come me può essere una star"). Effettivamente, il disco prende in esame i diversi fattori che hanno reso John uno degli artisti più noti a livello internazionale (oltre 360 milioni di dischi venduti), sebbene non sia mai stato un ideale rockstar e anzi fosse stato fin troppo timido agli esordi. Si parla inoltre dei vari eccessi che caratterizzarono la carriera della star, dalla dipendenza da alcool e droghe alla bulimia, alle varie crisi, e di come egli sia finalmente potuto uscirne fuori. Viene in definitiva tracciato un ritratto completo di tutto ciò che possa aver contribuito a creare la fama e il personaggio di Sir Elton John.